# PikeOS

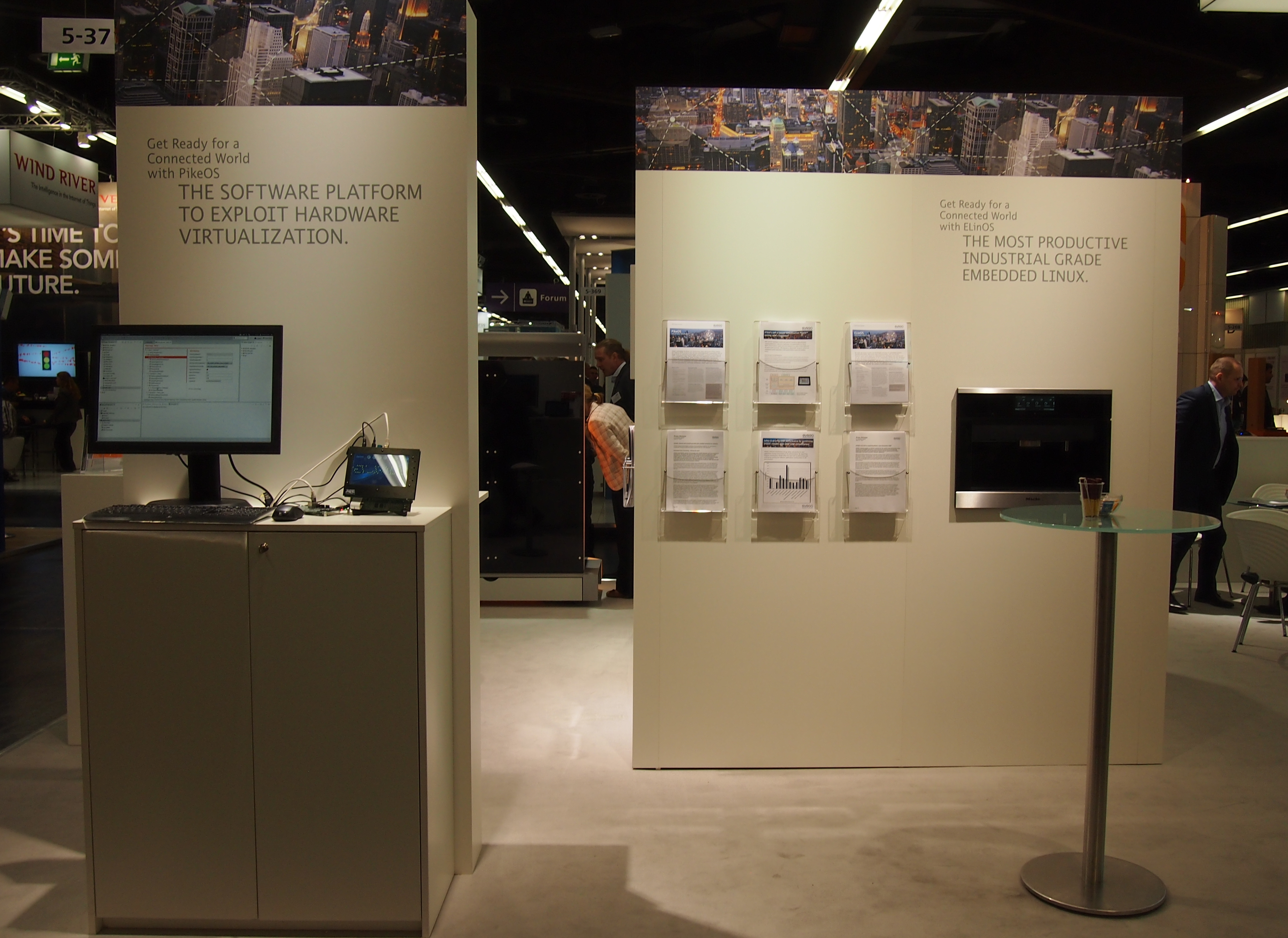
PikeOS at Embedded World 2014

PikeOSは、 SYSGO GmbHが開発したマイクロカーネルに基づくリアルタイムオペレーティングシステムである。高度な信頼性とセキュリティが重要な組込みシステムをターゲットにしている。多重オペレーティングシステムのための論理区画環境を提供し、安全要求やセキュリティー要件といった異なる設計目標を単一マシンで共存させることができる。

## 概要
いくつかのプログラムがそれぞれ異なるクリティカルレベルをもつ場合、単一マシンで共有させる際に下部OSがそれらの独立性を保証する必要がある。それを達成する技法として広く受け入れられているのがリソース論理区画である。PikeOSではリソースの論理区分と仮想化を組合せている。その仮想機械環境(以下VM)は複数のオペレーティングシステム全体をホスティングでき、それらの上でアプリケーションを動作させることができる。PikeOSは準仮想化を用いているので、オペレーティングシステムがそのVM上で動作するよう修正する必要がある。しかしアプリケーションプログラムは、まったく修正されていなくとも動作する。各VMが個別でリソースセットをもつので、あるVMがホストするプログラムは、他のVMでホストされているプログラムから独立している。これによりレガシーなプログラム（たとえばLinux）と安全性が重視されるプログラムを単一のマシンで共存させることを可能にする。他の仮想化システムとは異なり、PikeOSの機能は空間的リソース（メモリなど）の分割だけではなく、クライアントOSの時間的リソース（CPU時間など）を厳格に分割する。
それにより、タイミング特性を保持しつつ厳格なリアルタイムシステムを仮想化可能である。PikeOSのスケジューリング方式は特許となっている。 
空間的および時間的リソースは、PikeOSシステムソフトウェアによって個々のVMへ静的に割り当てられる。PikeOSマイクロカーネルとこのシステムソフトウェアは、全域的な信頼できるコードの最小レイヤーを形成している。少量の信頼できるコードとモジュール設計によりPikeOSは、IEC 61508、DO-178B、EN 50128、EN 62304 といった工業規格に準拠することを要求される安全性が重視されるプロジェクトに適している。既知の例ではエアバスA350 XWBの統合モジュール式航空電子機器およびエアバスA400Mのロードマスター・ワークステーションで用いられている。

## プログラミング・インタフェースと環境
現在、以下のアプリケーションプログラミングインタフェース、ランタイム環境とゲスト・オペレーティングシステムが、利用可能である。
- PikeOS ネイティブ・インタフェース
- ARINC 653（英語版） APEX
- POSIX PSE51 と PSE52
- Linux
- Android[5][6]
- Coqos[7]
- リアルタイム Java
- Ada
- RTEMS
- OSEK
- ITRON

さらにAUTOSARランタイム環境は現在開発中である。

## サポートしているハードウェア
PikeOSでサポートしているプロセッサにはPowerPC, x86, ARM, MIPS, SPARC および SuperHアーキテクチャがある。システムリソースを厳密に分割するには、プロセッサがメモリ管理ユニットを持っている必要がある。バージョン3.1よりPikeOSでマルチコアがサポートされるようになった。